# Großer Preis von Frankreich 1907

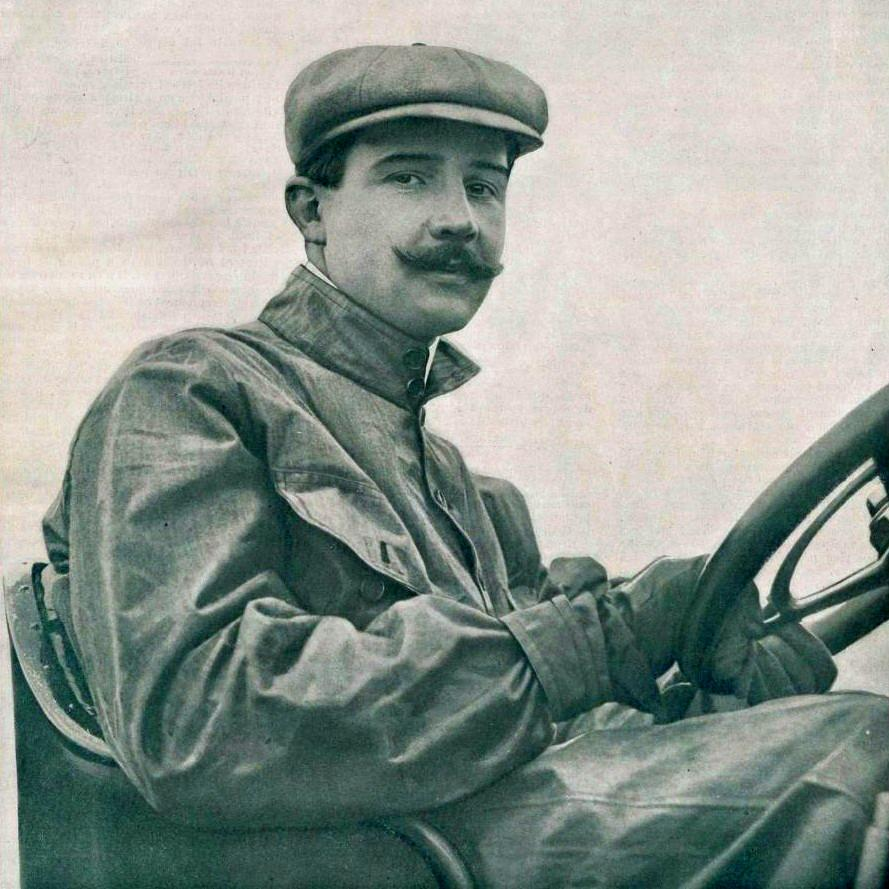
Rennsieger Felice Nazzaro

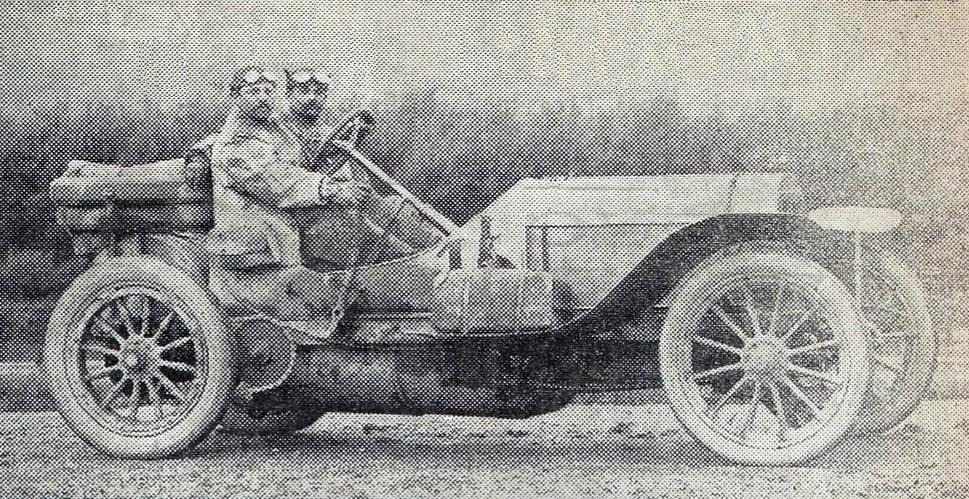
Otto Salzer im Mercedes 120 PS

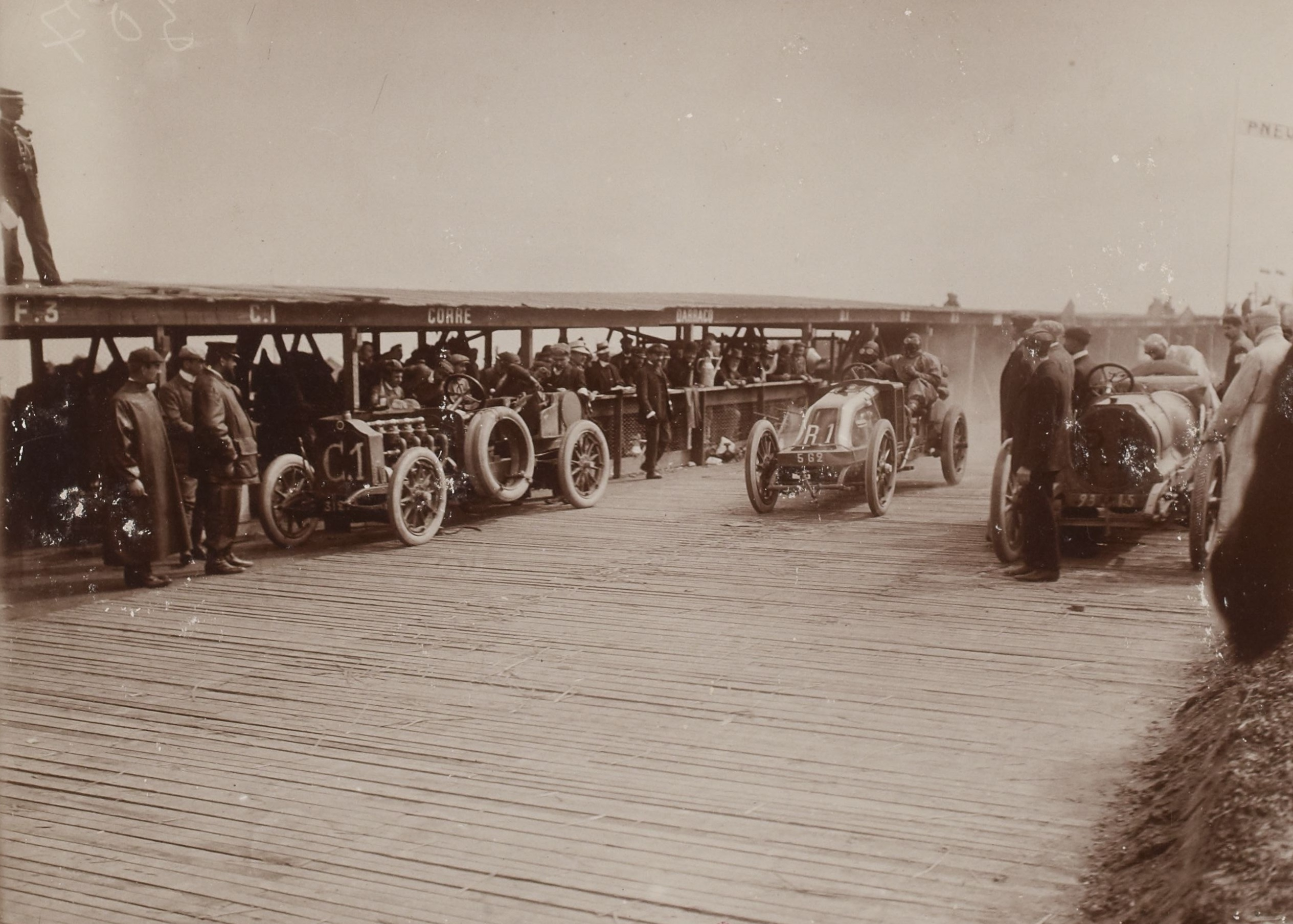
Die Boxenanlage. Im Bild der Corre-La Licorne von Joseph Collomb (#C1) und der Renault AK von Ferenc Szisz (#R1)

Der zweite, nach heutiger Zählweise X. Große Preis von Frankreich (X Grand Prix de l’Automobile Club de France) fand am 2. Juli 1907 auf einem Straßenkurs bei Dieppe statt. Das Rennen wurde gemäß einer Verbrauchsformel (maximal 30 l Benzin pro 100 km Renndistanz) über 10 Runden à 76,989 km ausgetragen, was einer Gesamtdistanz von 769,889 km entsprach.
Sieger wurde Felice Nazzaro auf Fiat.

## Rennen
Trotz des französischen Erfolgs und der breiten öffentlichen Aufmerksamkeit, die der Grand Prix von 1906 hervorgerufen hatte, war im Anschluss Kritik aufgekommen, die vor allem das Austragungsformat betraf. Das Rennen wurde insgesamt als zu lang empfunden und zu lange Startintervalle dafür verantwortlich gemacht, dass es kaum zu direkten Kämpfen zwischen den Wagen auf der Strecke gekommen war. Insbesondere war der Ausgang des Rennens als zu sehr von der Reifenfrage abhängig empfunden worden, zumal dieser Effekt noch dadurch verstärkt worden war, dass nur der Fahrer und sein Mechaniker am Auto hatten arbeiten dürfen.
All das sollte mit der Neuauflage 1907 verbessert werden, zudem hatte man mit dem Badeort Dieppe einen für das Publikum und insbesondere für Gäste und Teilnehmer aus Großbritannien und Belgien wesentlich leichter erreichbaren Austragungsort gewählt, der obendrein auch noch einen gewissen „Glamourfaktor“ bot. Bei nur 6 Franc Eintritt war der Ort tagelang von festlichem Trubel erfüllt.
Weniger glücklich war die Auswahl einer neuen Rennformel. An die Stelle des bisherigen Maximalgewichts von 1000 kg trat nun eine Verbrauchsformel, bei der den Teilnehmern des Grand Prix pro 100 km gefahrener Strecke 30 l Benzin zugestanden wurden. Ziel war, die Entwicklung der Rennwagen mehr in Richtung des alltäglichen Gebrauchs und somit insgesamt zu ausgewogeneren und weniger überzüchteten Konstruktionen zu lenken. Letztlich war damit die Absicht verbunden, den Ausgang der Rennen weniger abhängig von den Reifen zu machen. Allerdings waren im Grand Prix von 1906 fast alle Teilnehmer schon locker unter dieser Treibstoffmenge geblieben, darunter der siegreiche Renault von Szisz. Deswegen gab es für die Konstrukteure nur wenig Anlass zu gravierenden Änderungen und die meisten Hersteller traten wieder mit ihren bewährten „Eintonnern“ an. Aufgrund des Wegfalls der Gewichtsbegrenzung machten jedoch viele von der Möglichkeit Gebrauch, die Chassis gegenüber dem Vorjahr zusätzlich zu verstärken.
Nur einige neue Teams brachten etwas Vielfalt ins Feld, allen voran der einzige US-amerikanische Hersteller-Vertreter John Walter Christie. Sein von ihm selbst entwickelter Wagen mit Frontantrieb war der leichteste im Feld und hatte dennoch mit einem quer über der Vorderachse eingebauten Vierzylinder von beinahe 20 l Hubraum den größten jemals in einem Grand-Prix-Wagen eingesetzten Motor. Um die größtmögliche Zylinderbohrung zu erzielen, waren die Zylinder in einer noch recht unüblichen V-Form angeordnet. Vier von Porthos aus Frankreich, Weigel aus Großbritannien und Dufaux aus der Schweiz eingesetzte Achtzylinder muteten dagegen schon beinahe wieder konventionell an.
Insgesamt schickten 16 Hersteller aus sieben Ländern zusammen 37 Wagen auf die über zehn Runden führende Gesamtdistanz von 769,83 km, davon allein 24 Rennwagen der zehn französischen Fabrikate. Unter diesen befanden sich auch die drei Wagen von Clément-Bayard, obwohl Albert Clément, der Sohn des Firmengründers Adolphe Clément, im Vorfeld des Rennens bei Probefahrten auf der Strecke tödlich verunglückt war, ebenso wie der Darracq-Fahrer Marius Pin. Nachdem Aquila Italiana kurz vor dem Rennen noch zurückgezogen hatte, vertrat Fiat allein die jetzt erstmals auch bei einem Grand Prix obligatorischen Nationalfarben Italiens. Neben den bereits genannten Wagen aus Großbritannien, der Schweiz und den USA komplettierten aus Deutschland wiederum Mercedes sowie Germain aus Belgien mit je einem Drei-Wagen-Team das Feld.
Parallel zum Grand Prix wurde auf demselben Kurs ein weiteres Rennen ausgetragen, der Coupe de la Commission Sportive, bei dem der Treibstoffverbrauch sogar auf 15 l pro 100 km begrenzt war, führte allerdings nur über sechs Runden und war mit nur neun Teilnehmern sehr schwach besetzt. Sieger wurde ein gewisser de Langhe auf Darracq.
Im Hauptrennen der Grand-Prix-Wagen übernahm Louis Wagner auf Fiat zunächst die Führung, aber die Abstände zu den Verfolgern blieben relativ gering, sodass sich lange Zeit alle drei Fiat-Fahrer ebenso wie das gesamte Darracq-Team sowie zwei Lorraine-Dietrich und ein Renault Siegchancen ausrechnen konnten. In der vierten Runde musste Wagner jedoch mit Motorproblemen aufgeben, wodurch Arthur Duray auf Lorraine-Dietrich die Führung übernahm. In der vorletzten Runde hatte er sechs Minuten Vorsprung auf die beiden verbleibenden Fiat-Fahrer Felice Nazzaro und Vincenzo Lancia, doch dann fiel auch er mit einem Lagerschaden im Getriebe aus. Nachdem schließlich auch Lancia noch in der letzten Runde durch einen Kupplungsdefekt ausgeschieden war, lautete die Reihenfolge im Ziel Nazzaro auf Fiat mit insgesamt 6:46:33 Stunden Fahrzeit und einem Schnitt von 113,621 km/h, 6:37 Minuten vor Vorjahressieger Szisz auf Renault, dahinter mit 18:32 Minuten Rückstand Paul Baras auf Brasier. Keiner der Teilnehmer war dabei in ernsthafte Nöte mit dem Treibstoffvorrat gekommen. Von anfänglich 231 l, die jedem Teilnehmer zugestanden hatten, befanden sich in Nazzaros Fiat am Ende noch 11, im Darracq von Victor Rigal sogar noch 42 l. Insgesamt erreichten 17 Wagen das Ziel, davon 12 aus französischer Produktion. Die französischen Wagen belegten außerdem die Plätze zwei bis neun, aber der Sieg ging zum ersten Mal nach Italien. Fiat hatte damit nach der Targa Florio und dem Kaiserpreisrennen auch das dritte bedeutende Rennen der Saison und somit Rennen aller drei geltenden Rennformeln gewonnen.

## Ergebnisse

### Meldeliste
| Team                                                | Nr.  | Fahrer                     | Info  | Chassis                   | Motor                               | Reifen |
| --------------------------------------------------- | ---- | -------------------------- | ----- | ------------------------- | ----------------------------------- | ------ |
| Fabbrica d’Automobili Aquila                        | 0A1  | A. Pichat                  | DNA a | Aquila Italiana           | Aquila Italiana 11.2L I4            |        |
| Automobiles Brasier                                 | 0B1  | Jules Barillier            |       | Brasier                   | Brasier 12.0L I4                    |        |
| Automobiles Brasier                                 | 0B2  | Paul Baras                 |       | Brasier                   | Brasier 12.0L I4                    |        |
| Automobiles Brasier                                 | 0B3  | Paul Bablot                |       | Brasier                   | Brasier 12.0L I4                    |        |
| Société Francaise des Automobiles Corre             | 0C1  | Pierre d’Hespel            | DNS   | Corre-La Licorne          | Corre-La Licorne 10.6L I4           |        |
| Société Francaise des Automobiles Corre             | 0C1  | Joseph Collomb             |       | Corre-La Licorne          | Corre-La Licorne 10.6L I4           |        |
| Société A Darracq                                   | 0D1  | René Hanriot               |       | Darracq                   | Darracq 14.3L I4                    |        |
| Société A Darracq                                   | 0D2  | Gustave Caillois           |       | Darracq                   | Darracq 14.3L I4                    |        |
| Société A Darracq                                   | 0D3  | Marius Pin                 | DNS b | Darracq                   | Darracq 14.3L I4                    |        |
| Société A Darracq                                   | 0D3  | Victor Rigal               |       | Darracq                   | Darracq 14.3L I4                    |        |
| Fiat SpA                                            | 0F1  | Vincenzo Lancia            |       | Fiat 130 HP               | Fiat 16.3L I4                       |        |
| Fiat SpA                                            | 0F2  | Felice Nazzaro             |       | Fiat 130 HP               | Fiat 16.3L I4                       |        |
| Fiat SpA                                            | 0F3  | Louis Wagner               |       | Fiat 130 HP               | Fiat 16.3L I4                       |        |
| Daimler-Motoren-Gesellschaft                        | 0M1  | Camille Jenatzy            |       | Mercedes 120 PS           | Mercedes 15.3L I4                   |        |
| Daimler-Motoren-Gesellschaft                        | 0M2  | Otto Salzer                |       | Mercedes 120 PS           | Mercedes 15.3L I4                   |        |
| Daimler-Motoren-Gesellschaft                        | 0M3  | Victor Hémery              |       | Mercedes 120 PS           | Mercedes 15.3L I4                   |        |
| Société General des Automobiles Porthos             | 0P1  | Emile Stricker             |       | Porthos                   | Porthos 10.9L I8                    |        |
| Renault Frères                                      | 0R1  | Ferenc Szisz               |       | Renault AQ                | Renault 12.9L I4                    |        |
| Renault Frères                                      | 0R2  | „Edmond“                   | DNS c | Renault AQ                | Renault 12.9L I4                    |        |
| Renault Frères                                      | 0R2  | Henri Farman               |       | Renault AQ                | Renault 12.9L I4                    |        |
| Renault Frères                                      | 0R3  | Claude Richez              |       | Renault AQ                | Renault 12.9L I4                    |        |
| Weigel Motors                                       | 0W1  | Algernon Lee Guinness      | DNS   | Weigel                    | Weigel 12.7L I8                     |        |
| Weigel Motors                                       | 0W1  | Gregor Laxen               |       | Weigel                    | Weigel 12.7L I8                     |        |
| Weigel Motors                                       | 0W2  | D. M. Weigel               | DNS   | Weigel                    | Weigel 12.7L I8                     |        |
| Weigel Motors                                       | 0W2  | Pryce Harrison             |       | Weigel                    | Weigel 12.7L I8                     |        |
| Établissements Clément-Bayard                       | 0BC1 | Pierre Garcet              |       | Clément-Bayard            | Clément-Bayard 12.9L I4             |        |
| Établissements Clément-Bayard                       | 0BC2 | Albert Clément             | DNS d | Clément-Bayard            | Clément-Bayard 12.9L I4             |        |
| Établissements Clément-Bayard                       | 0BC2 | Jean Alézy                 |       | Clément-Bayard            | Clément-Bayard 12.9L I4             |        |
| Établissements Clément-Bayard                       | 0BC3 | Elliott Shepard            |       | Clément-Bayard            | Clément-Bayard 12.9L I4             |        |
| Marchand et Dufaux                                  | 0DM1 | Frederic Dufaux            |       | Marchand                  | Dufaux 14.7L I8                     |        |
| Societé Gobron-Brillie                              | 0GB1 | Louis Rigolly              |       | Gobron-Brillié            | Gobron-Brillie 13.6L I4 Gegenkolben |        |
| Ateliers Germain                                    | 0GE1 | Claude Perpère             |       | Germain                   | Germain 5.4L I4                     |        |
| Ateliers Germain                                    | 0GE2 | Henri Degrais              |       | Germain                   | Germain 5.4L I4                     |        |
| Ateliers Germain                                    | 0GE3 | François-Marie Roch-Brault |       | Germain                   | Germain 5.4L I4                     |        |
| Société Lorraine des anciens Éts. De Dietrich & Cie | 0LD1 | Arthur Duray               |       | Lorraine-Dietrich Type FX | Lorraine-Dietrich 17.3L I4          |        |
| Société Lorraine des anciens Éts. De Dietrich & Cie | 0LD2 | Henri Rougier              |       | Lorraine-Dietrich Type FX | Lorraine-Dietrich 17.3L I4          |        |
| Société Lorraine des anciens Éts. De Dietrich & Cie | 0LD3 | Fernand Gabriel            |       | Lorraine-Dietrich Type FX | Lorraine-Dietrich 17.3L I4          |        |
| Automobiles Motobloc                                | 0MB1 | Louis Pierron              |       | Motobloc Type P           | Motobloc 12.0L I4                   |        |
| Automobiles Motobloc                                | 0MB2 | Claude Page                |       | Motobloc Type P           | Motobloc 12.0L I4                   |        |
| Automobiles Motobloc                                | 0MB3 | Jean-Pierre Courtade       |       | Motobloc Type P           | Motobloc 12.0L I4                   |        |
| Automobiles Panhard et Levassor                     | 0PL1 | George Heath               |       | Panhard                   | Panhard & Levassor 15.5L I4         |        |
| Automobiles Panhard et Levassor                     | 0PL2 | Hubert Le Blon             |       | Panhard                   | Panhard & Levassor 15.5L I4         |        |
| Automobiles Panhard et Levassor                     | 0PL3 | Lucas Dutemple             |       | Panhard                   | Panhard & Levassor 15.5L I4         |        |
| Front Drive Motor Co                                | 0WC1 | John Walter Christie       |       | Christie                  | Christie 19.6L V4                   |        |

### Startreihenfolge
Die Teilnehmer wurden in der Reihenfolge F1 – C1 – D1 – LD1 – P1 – DM1 – BC1 – MB1 – R1 – GE1 – PL1 – WC1 – M1 – W1 – GB1 – (A1) – B1 – F2 – D2 – LD2 usw. einzeln in festen Zeitabständen ins Rennen geschickt.

### Rennergebnis
| Pos. | Fahrer                     | Konstrukteur      | Runden | Stopps | Zeit          | Start | Schnellste Runde | Ausfallgrund                |
| ---- | -------------------------- | ----------------- | ------ | ------ | ------------- | ----- | ---------------- | --------------------------- |
| 01   | Felice Nazzaro             | Fiat              | 10     |        | 6:46:33,0 h   |       |                  |                             |
| 02   | Ferenc Szisz               | Renault           | 10     |        | + 6:37,6 min  |       |                  |                             |
| 03   | Paul Baras                 | Brasier           | 10     |        | + 18:32,6 min |       |                  |                             |
| 04   | Fernand Gabriel            | Lorraine-Dietrich | 10     |        | + 25:06,0 min |       |                  |                             |
| 05   | Victor Rigal               | Darracq           | 10     |        | + 26:03,4 min |       |                  |                             |
| 06   | Gustave Caillois           | Darracq           | 10     |        | + 29:25,6 min |       |                  |                             |
| 07   | Jules Barillier            | Brasier           | 10     |        | + 41:21,0 min |       |                  |                             |
| 08   | Pierre Garcet              | Clément-Bayard    | 10     |        | + 47:44,0 min |       |                  |                             |
| 09   | Elliott Shepard            | Clément-Bayard    | 10     |        | + 53:23,2 min |       |                  |                             |
| 10   | Victor Hémery              | Mercedes          | 10     |        | + 1:38:52,0 h |       |                  |                             |
| 11   | Jean-Pierre Courtade       | Motobloc          | 10     |        | + 2:02:00,6 h |       |                  |                             |
| 12   | Paul Bablot                | Brasier           | 10     |        | + 2:26:26,6 h |       |                  |                             |
| 13   | Claude Richez              | Renault           | 10     |        | + 2:44:19,4 h |       |                  |                             |
| 14   | Henri Degrais              | Germain           | 10     |        | + 3:04:03,4 h |       |                  |                             |
| 15   | François-Marie Roch-Brault | Germain           | 10     |        | + 3:24:12,0 h |       |                  |                             |
| 16   | Joseph Collomb             | Corre-La Licorne  | 10     |        | + 3:38:23,7 h |       |                  |                             |
| 17   | Claude Perpère             | Germain           | 10     |        | + 4:07:09,0 h |       |                  |                             |
| —    | Vincenzo Lancia            | Fiat              | 9      |        | DNF           |       |                  | Kupplungsschaden            |
| —    | Otto Salzer                | Mercedes          | 9      |        | DNF           |       |                  | Felgenring gebrochen        |
| —    | Arthur Duray               | Lorraine-Dietrich | 8      |        | DNF           |       | 37:59,8 min      | Getriebe                    |
| —    | Lucas Dutemple             | Panhard           | 8      |        | DNF           |       |                  | Ausfall                     |
| —    | Camille Jenatzy            | Mercedes          | 7      |        | DNF           |       |                  | Felgenring nicht montierbar |
| —    | Louis Pierron              | Motobloc          | 7      |        | DNF           |       |                  | Ausfall                     |
| —    | Frederic Dufaux            | Marchand          | 7      |        | DNF           |       |                  | Ausfall                     |
| —    | Henri Farman               | Renault           | 7      |        | DNF           |       |                  | Ausfall                     |
| —    | René Hanriot               | Darracq           | 6      |        | DNF           |       |                  | Motorschaden                |
| —    | Henri Rougier              | Lorraine-Dietrich | 5      |        | DNF           |       |                  | Ausfall                     |
| —    | Louis Rigolly              | Gobron-Brillié    | 5      |        | DNF           |       |                  | Ausfall                     |
| —    | Pryce Harrison             | Weigel            | 5      |        | DNF           |       |                  | Ausfall                     |
| —    | Claude Page                | Motobloc          | 5      |        | DNF           |       |                  | Ausfall                     |
| —    | Emile Stricker             | Porthos           | 4      |        | DNF           |       |                  | Lenkungsschaden             |
| —    | Jean Alézy                 | Clément-Bayard    | 4      |        | DNF           |       |                  | Ausfall                     |
| —    | John Walter Christie       | Christie          | 4      |        | DNF           |       |                  | Ausfall                     |
| —    | Louis Wagner               | Fiat              | 4      |        | DNF           |       |                  | Steuerstange                |
| —    | Gregor Laxen               | Weigel            | 3      |        | DNF           |       |                  | Rad verloren                |
| —    | Hubert Le Blon             | Panhard           | 3      |        | DNF           |       |                  | Fahrer verletzt             |
| —    | George Heath               | Panhard           | 1      |        | DNF           |       |                  | Motorschaden                |